# Resolutie 2140 Veiligheidsraad Verenigde Naties
Resolutie 2140 van de Veiligheidsraad van de Verenigde Naties werd op 26 februari 2014 met unanimiteit van stemmen aangenomen door de VN-Veiligheidsraad. De resolutie stelde financiële sancties en een reisverbod in tegen personen en organisaties die het politieke overgangsproces in Jemen belemmerden.

## Achtergrond
Nadat de protesten in Jemen in 2011 een einde maakten aan het 33-jarige bewind van president Saleh, laaide ook het langlopende conflict met de Houthi-rebellen in het noordwesten weer op.

## Inhoud

### Waarnemingen
De politieke-, veiligheids-, economische- en humanitaire situatie in Jemen bleef problematisch. Er vonden nog steeds terreuraanslagen plaats tegen de bevolking, olie-, gas- en energie-infrastructuur en de regering; onder meer bedoeld om het politieke proces dat aan de gang was na het vertrek van dictator Saleh te verstoren.

### Handelingen

#### Uitvoering van de politieke overgang
De politieke overgang zoals die op de Nationale Dialoogconferentie was afgesproken moest geheel en tijdig worden uitgevoerd. Men steunde de voltooiing van onder meer:
a. Een nieuwe grondwet,
b. Een nieuwe verkiezingswetgeving,
c. Een referendum over de nieuwe grondwet,
d. Een staatshervorming om van Jemen een federale staat te maken,
e. Algemene verkiezingen.
De Jemense regering was ook van plan een comité op te richten dat de beschuldigingen van mensenrechtenschendingen tijdens de protesten in 2011 moest onderzoeken. Verder zouden er op korte termijn wetten komen voor justitie en nationale verzoening.

#### Verdere maatregelen
Alle lidstaten moesten gedurende één jaar alle fondsen en eigendommen van bepaalde personen en entiteiten in hun grondgebied bevriezen en hun een reisverbod opleggen. Er werd een comité opgericht, bestaande uit de leden van de Veiligheidsraad, dat zou toezien op deze sancties en de personen en entiteiten tegen wie ze golden zou oplijsten. De voorwaarden voor dat laatste waren het hinderen van het politieke proces, de uitvoering van de besluiten van de Nationale Dialoogconferentie hinderen en geweld plegen.

#### Economische hervormingen en ontwikkelingshulp om de overgang te ondersteunen
In september 2012 hadden donateurs op een donorconferentie in Riyad 4,6 miljard euro toegezegd om Jemen te stabiliseren, noodhulp te leveren en de politieke overgang te ondersteunen. De internationale gemeenschap werd opgeroepen noodhulp te blijven leveren en ook het Strategisch Responsplan voor Jemen te financieren. Men erkende ook de moeilijkheden die vluchtelingen die wilden terugkeren ondervonden en steunde inspanningen om hen te helpen.
Alle betrokken partijen werden opgeroepen de conflicten stop te zetten en het internationaal humanitair recht na te leven. Het stijgend aantal aanslagen door Al Qaida op het Arabisch Schiereiland werd veroordeeld.

#### Betrokkenheid van de Verenigde Naties
De secretaris-generaal werd gevraagd Jemen te blijven ondersteunen, de internationale hulp te blijven coördineren en te blijven rapporteren over de vooruitgang van onder meer de uitvoering van wat bij de Nationale Dialoogconferentie werd overeengekomen.

## Verwante resoluties
- Resolutie 2014 Veiligheidsraad Verenigde Naties (2011)
- Resolutie 2051 Veiligheidsraad Verenigde Naties (2012)
- Resolutie 2201 Veiligheidsraad Verenigde Naties (2015)
- Resolutie 2204 Veiligheidsraad Verenigde Naties (2015)

Lijst ·  2133 ·  2134 ·  2135 ·  2136 ·  2137 ·  2138 ·  2139 ·  2140 ·  2141 ·  2142 ·  2143 ·  2144 ·  2145 ·  2146 ·  2147 ·  2148 ·  2149 ·  2150 ·  2151 ·  2152 ·  2153 ·  2154 ·  2155 ·  2156 ·  2157 ·  2158 ·  2159 ·  2160 ·  2161 ·  2162 ·  2163 ·  2164 ·  2165 ·  2166 ·  2167 ·  2168 ·  2169 ·  2170 ·  2171 ·  2172 ·  2173 ·  2174 ·  2175 ·  2176 ·  2177 ·  2178 ·  2179 ·  2180 ·  2181 ·  2182 ·  2183 ·  2184 ·  2185 ·  2186 ·  2187 ·  2188 ·  2189 ·  2190 ·  2191 ·  2192 ·  2193 ·  2194 ·  2195